# Петре, Уорд
Уорд Петре (фр. Ward Pétré; род. 30 января 1997, Синт-Трёйден, Бельгия) — бельгийский шорт-трекист, бронзовый призёр чемпионата Европы 2025 года, участник зимних Олимпийских игр 2018 года.

## Спортивная карьера
Уорд Петре родился в городе Синт-Трёйден, провинция Лимбург, Бельгия. Начал кататься на коньках с восьмилетнего возраста на катке в городе Экло. Тренируется на базе клуба «IJsschaatsclub De Schaverdijn» в Хасселте с восьмилетнего возраста. В национальной сборной тренируется под руководством Питера Иселя. Обучается в колледже «Hogeschool PXL» в Хасселте, по специальности — физическое воспитание и спорт. На данный момент Петре принадлежат два национальный Бельгийских рекорда в шорт-треке. Первый он установил 29 января 2016 года в Софие на юношеском чемпионате мира по шорт-треку 2016 года. В мужской эстафете на 3000 м его команда финишировала с результатом 4:07.778. Второй был установлен 12 января 2018 года в Дрездене на чемпионате Европы по шорт-треку 2018 года. В мужской эстафете на 5000 м его команда финишировала с результатом 6:45.715.
Лучший, на данный момент, его персональный показатель на соревновании международного уровня был продемонстрирован во время чемпионата Европы по шорт-треку 2017 года в итальянском городе — Турин. Бельгийская команда, в составе который был Уорд Петре, в мужской эстафете на 5000 м с результатом 7:02.189 (+5.922) заняла седьмое место.
На зимних Олимпийских играх 2018 года Уорд Петре был заявлен для участия в забеге на 1500 м. 10 февраля 2018 года в ледовом дворце Каннын во время квалификационного забега первой группы на 1500 м с результатом 2:17.362 он финишировал пятым и прекратил дальнейшую борьбу. В общем зачете он занял 29-е место.